# Édouard-Louis Pacaud
Pour les articles homonymes, voir Pacaud.
Édouard-Louis Pacaud (20 janvier 1815, Batiscan, Bas-Canada - 18 novembre 1889, Arthabaska, Québec, Canada) est un avocat, fonctionnaire, homme d'affaires et homme politique québécois. En plus d'avoir été bâtonnier du Québec, Édouard-Louis Pacaud est le bâtonnier fondateur du Barreau d'Arthabaska. Il est désigné par Wilfrid Laurier comme étant le « premier avocat des Bois-Francs ».

## Origine et formation
Fils de Joseph Pacaud, un charpentier, navigateur et négociant, et d'Angélique Brown, Édouard-Louis Pacaud est né dans une famille aisée et intellectuelle, dont plusieurs membres ont influencé la société dans laquelle ils se sont établis. Son frère Philippe-Napoléon Pacaud est un notaire et un patriote qui a combattu à la bataille de Saint-Denis et celle de Saint-Charles-sur-Richelieu avant d'être contraint à s'exiler aux États-Unis avec son frère Charles-Adrien, un des principaux administrateurs de la Banque canadienne de Saint-Hyacinthe, juge de paix et greffier de la Cour des commissaires du district judiciaire d’Arthabaska. Son frère Joseph-Narcisse Pacaud était lui aussi patriote. L'ancêtre de la famille Pacaud est Simon Chapacou, né à Saintes au royaume de France vers 1626 et mort à Boucherville en Nouvelle-France en 1690,. À Arthabaskaville, renommé plus tard Arthabaska et ensuite Victoriaville, plusieurs membres de la famille s'y sont installés et y ont exercé une « influence politique considérable », l'ensemble sinon la grande majorité des membres de la famille étant des partisans des idées libérales avancées par les Rouges, ancêtre du Parti libéral du Canada. À maturité, c'est Édouard-Louis Pacaud qui devint « le centre de ralliement de cette famille nombreuse, dinstinguée, originale, et des nombreux amis qu'elle comptait dans toute la province ».
Pacaud fait son cours classique au séminaire de Nicolet de 1826 à 1832. Il se rend à Trois-Rivières et obtient sa certification d'avocat le 25 mai 1836 après avoir complété son stage de clerc dans le cabinet d'Antoine Polette et Edward Barnard. 

## Carrière professionnelle
Le début de carrière d'Édouard-Louis Pacaud a été tumultueux. À peine après avoir entamé sa pratique du droit à Trois-Rivières en 1836, la rébellion des patriotes éclate en 1837 au Bas-Canada et il est subséquemment emprisonné le 15 décembre 1837 en raison d'un discours qu'il avait prononcé lors d'une assemblée de patriotes qui s'est tenu à Yamachiche le 26 juillet 1837,. Pendant cette assemblée, neuf résolutions patriotiques, dont certaines dénonçant le régime britannique, ont été votées par l'assistance allant de quelques centaines à quelques milliers de personnes,. C'est Jean Desfossés qui a payé la caution pour le sortir de prison. Plusieurs patriotes avaient été enfermé à la prison de Trois-Rivières, dont André-Augustin et Denis-Benjamin Papineau, Joseph-Guillaume Barthe et Célestin Houde. Ces deux derniers, en plus d'Édouard-Louis Pacaud, étaient censés subir un procès collectif le 13 mars 1839, mais celui-ci n'adviendra jamais.

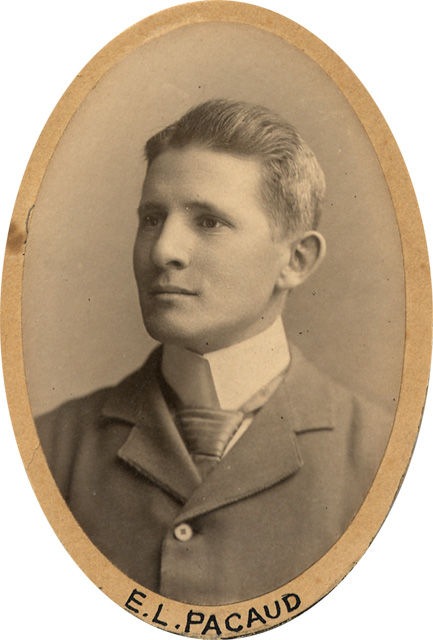
Édouard-Louis Pacaud, ca. 1840

Pacaud poursuit ses activités d'avocat à Trois-Rivières, gagnant en réputation. De 1844 à 1850, il est commissaire des banqueroutes du district judiciaire de Trois-Rivières et président de la Cour des sessions de la paix, un tribunal chargé des affaires criminelles et pénales. Le 4 juin 1846, le Conseil législatif de la province du Canada reçoit une pétition de la part de Pacaud, insatisfait de ses honoraires comparativement à sa charge de travail, et il réussit à obtenir un réajustement de son salaire à hauteur de 200 livres sterling (£) par année,.
En mai 1850, Pacaud déménage à Montréal où il ouvre un bureau d'avocat, mais reviendra promptement à Trois-Rivières en 1854 après s'être pratiquement ruiné en investissant dans l'exploitation de mines de cuivre, qui ont connu une lourde chute de prix à l'époque.
En 1859, il est associé à Louis-Adélard Senécal et à Sévère Dumoulin au sein de la Compagnie de navigation de Trois-Rivières.
Au début des années 1860, il déménage à Arthabaskaville, où il dirige son propre cabinet d'avocat. Des nombreuses causes qu'il a défendu, la postérité retient surtout la défense qu'il a produite au compte de son frère Philippe-Napoléon Pacaud dans un procès contre le curé de la paroisse Saint-Norbert,. Pacaud a également été le fondateur et président du Syndicat agricole d'Arthabaskaville, qui avait pour but d’exploiter la betterave sucrière, et conseiller municipal de cette même ville,. 
Vers la fin des années 1860, il nouera une amitié profonde avec Wilfrid Laurier, et l'encouragea dans sa carrière politique. Ce dernier deviendra député de la circonscription provinciale de Drummond-Arthabaska en 1871, puis sera élu député de la circonscription fédérale de Drummond-Arthabaska en 1874. Laurier sera le 7e premier ministre du Canada de 1896 à 1911.
En 1872, Pacaud entreprend un voyage de trois mois et demi en Europe, où il est notamment passé par Paris, une expérience qu'il répétera en 1878 à l'occasion de l'Exposition universelle de Paris,. 
En 1884, le Barreau d'Arthabaska est officiellement créé et, lors de la première assemblée du conseil administratif qui s'est tenu le 5 juillet de la même année, Édouard-Louis Pacaud est élu bâtonnier d'Arthabaska, un poste qu'il occupera jusqu'en mai 1887, peu de temps avant son décès. Parallèlement, Pacaud est élu bâtonnier général du Québec pour le bâtonnat de 1885-1886.
Au courant de sa vie, Édouard-Louis Pacaud aura fait des dons à l'église Saint-Maurice à Trois-Rivières et a versé les fonds suffisants à la construction du maître-autel de l'église de Saint-Christophe-d'Arthabaska, et ce malgré l'adage des Pacaud qui stipulait que le « clergé était plus propre à mener des moutons qu'à dompter des lions »,.

## Carrière politique
Le 1er mai 1850, Édouard-Louis Pacaud se présente à une élection partielle tenu dans le comté de Mégantic pendant la 3e législature de la province du Canada, mais perd contre un dénommé Dunbar Ross, et dénonce dans la défaite l'ingérence du clergé local qui avait intercédé en faveur de Ross. Il brigue ensuite les suffrages lors de l'Élection législative canadienne de 1851 pour le comté de Nicolet, mais perd contre le réformiste Thomas Fortier.
Il est créé conseiller de la reine le 31 mai 1878.
Le 24 août 1887, le gouvernement d'Honoré Mercier le nomme au Conseil législatif du Québec, représentant de la division de Kennebec, un poste qu'il occupera jusqu'à sa mort en novembre 1889.

## Vie privée et décès
Il épouse à Yamachiche le 28 juillet 1841 Anne-Hermine Dumoulin, fille de Charles-Julien Dumoulin, marchand, et d'Élisabeth Taupier,. À la suite du décès de celle-ci, il épouse dans la cathédrale de Trois-Rivières le 2 juillet 1868 Françoise-Anne-Caroline Dumoulin, fille de Pierre-Benjamin Dumoulin et de Françoise-Hermine Rientard, vraisemblablement une des cousines de sa première épouse,.
Il comptait parmi ses amis et connaissances Henri-Elzéar Taschereau, Wilfrid Laurier, Sévère Dumoulin, Louis-Bonaventure Caron, Louis Fréchette, Louis-Adélard Senécal, Errol Bouchette, Lawrence John Cannon, de nombreux patriotes et des sympathisants aux idées avancées par le Parti rouge en plus des amis proches des autres membres de sa grande famille,,. Il est l’oncle d’Ernest Pacaud, rédacteur en chef du journal L'Électeur et trésorier du Parti libéral. La rue Pacaud à Victoriaville lui est dédié.
Édouard-Louis Pacaud est décédé en fonction le 18 novembre 1889 à Arthabaska dans la maison familiale, « cloué sur son lit par une maladie douloureuse qui a fini par lui être fatale ». Il est inhumé dans le cimetière d'Arthabaska le 22 novembre suivant.

## Hommages et distinctions

### Titre honorifique
- Conseiller de la reine[8]

### Titre de civilité
- Monsieur le bâtonnier[17]

#### Droit
- Avocat, Juriste
- Droit au Québec, Droit civil
- Histoire du droit au Québec, XIXe siècle en droit au Québec, XXe siècle en droit au Québec
- Système judiciaire du Québec, Loi du Québec
- Barreau du Québec, Bâtonnier du Québec
- Barreau d'Arthabaska, Districts judiciaires du Québec
- Code civil du Bas-Canada, Code criminel du Canada